# Пасифик (окръг)
Вижте пояснителната страница за други значения на Пасифик.
Окръг Пасифик (на английски: Pacific County) е окръг в щата Вашингтон, Съединени американски щати. Площта му е 3170 km², а населението - 20 984 души (2000). Административен център е град Саут Бенд.

## Градове
- Реймънд